# تونس في الألعاب الأولمبية للشباب
شاركت تونس في كل دورات الألعاب الأولمبية للشباب في نسخها الصيفية، أما الشتوية فلم تشارك فيها تونس لحد الآن. اللجنة الوطنية الأولمبية التونسية هي المسؤولة عن المشاركة التونسية في هذه الألعاب.

إلى حدود دورة 2014، توج الرياضيون التونسيون بميداليتين إثنتين (فضية وبرونزية)، مما يجعلهم في المرتبة 82 من حيث عدد الميداليات الإجمالي في الدورات الصيفية.
في 2024، شاركت تونس لأول مرة في تاريخها في الألعاب الأولمبية الشتوية للشباب بثلاثه رياضيين، وفازت بميدالية فضية.

## النتائج العامة
حتى نهاية الألعاب الأولمبية الصيفية للشباب 2014، جمعت تونس ميداليتين إثنتين (1 فضية، 1 برونزية) وذلك في مشاركتين.

| النسخة  | ميدالية ذهبية، الألعاب الأولمبية | ميدالية فضية، الألعاب الأولمبية |   | المجموع |
| ------- | -------------------------------- | ------------------------------- | - | ------- |
| 2010    | 0                                | 0                               | 0 | 0       |
| 2014    | 0                                | 1                               | 1 | 2       |
| 2018    | 1                                | 1                               | 1 | 3       |
| المجموع | 1                                | 2                               | 3 | 6       |

| الرتبة  | الرياضة     | ميدالية ذهبية، الألعاب الأولمبية | ميدالية فضية، الألعاب الأولمبية |   | المجموع |
| ------- | ----------- | -------------------------------- | ------------------------------- | - | ------- |
| 1       | ألعاب القوى | 0                                | 1                               | 0 | 1       |
| 2       | رفع الأثقال | 0                                | 0                               | 1 | 1       |
| المجموع | المجموع     | 0                                | 1                               | 1 | 2       |

## الرياضيون التونسيون

### أصحاب الميداليات
| الاسم             | ميدالية ذهبية، الألعاب الأولمبية | ميدالية فضية، الألعاب الأولمبية |   | المجموع |
| ----------------- | -------------------------------- | ------------------------------- | - | ------- |
| محمد فارس الجلاصي | 0                                | 1                               | 0 | 1       |
| نهى الأندلسي      | 0                                | 0                               | 1 | 1       |

| الميداليات حسب الرياضة |

يذكر أن آدم حمام كان قد تحصل على ميدالية برونزية في رياضة كرة الطاولة (اختصاص كرة الطاولة للفرق)، ولكن كان ذلك تحت يافطة الفرق المختلطة الأولمبية في الألعاب الأولمبية للشباب (Mixed-NOCs).

### حاملي العلم
الجدول أسفله يحتوي قائمة الرياضيين حاملي العلم التونسي الذين يقودون الوفود التونسية في حفلات افتتاح الألعاب الأولمبية الصيفية للشباب التي شاركت فيها تونس.
| الدورة | حامل العلم    | اختصاصه     |
| ------ | ------------- | ----------- |
| 2010   | عبير البركاوي | ألعاب القوى |
| 2014   | ?             | ?           |

## مقالات ذات صلة
- تونس في الألعاب الأولمبية
- اللجنة الوطنية الأولمبية التونسية
- قائمة حاملي علم تونس في الألعاب الأولمبية
- قائمة التونسيين الحاصلين على ميداليات أولمبية
- تونس في الألعاب الأولمبية الشتوية للشباب 2024